# Trophée mondial de course en montagne 1996
Le Trophée mondial de course en montagne 1996 est une compétition de course en montagne qui s'est déroulée le 1er septembre 1996 à Telfes dans le Tyrol en Autriche. Il s'agit de la douzième édition de l'épreuve.

## Résultats
La course masculine junior se déroule sur un parcours de 7,25 km et 785 de dénivelé. La course est dominée par Marco De Gasperi qui s'impose aisément avec près d'une minute d'avance sur son compatriote Alberto Mosca. Le Belge Jérôme Van De Meerssche complète le podium,.
La course féminine se déroule sur le même parcours que celui des juniors. Le duel entre les deux favorites Gudrun Pflüger et Isabelle Guillot se voit bousculé par la jeune Catherine Lallemand. À dix-sept ans, la Belge prend la tête sur un rythme infernal, larguant ses rivales. Gudrun, suivie de près par Isabelle pense être deuxième mais finit par rattraper Catherine, à bout de souffle en fin de course. Cette dernière voit également passer Isabelle et termine sur la troisième marche du podium. Gudrun décroche son troisième titre, tandis qu'Isabelle, deuxième, décroche la médaille d'or au classement par équipes avec Martine Javerzac-Payet et Evelyne Mura. L'Italie et l'Angleterre complètent le podium.
L'épreuve masculine a lieu sur un tracé de 11,0 km et 1 310 m de dénivelé. Deuxième derrière Helmut Schmuck en 1994, l'Italien Antonio Molinari se détache à mi-parcours et s'envole en tête vers la victoire. Derrière lui, Helmut doit faire face à Tommy Murray et Severino Bernardini pour la deuxième marche du podium. Tandis que l'Écossais craque, Severino parvient à prendre l'avantage et décroche la médaille d'argent à plus de deux minutes derrière Antonio. Helmut termine sur la troisième marche du podium avec son compatriote Peter Schatz sur ses talons. L'Italie remporte aisément le classement par équipes devant l'Autriche et la France,,.

### Seniors

#### Courses individuelles
| Rang               | Athlète             | Pays               | Temps       |
| ------------------ | ------------------- | ------------------ | ----------- |
| Médaille d'or      | Antonio Molinari    | Italie             | 56 min 21 s |
| Médaille d'argent  | Severino Bernardini | Italie             | 58 min 42 s |
| Médaille de bronze | Helmut Schmuck      | Autriche           | 59 min 25 s |
| 4                  | Peter Schatz        | Autriche           | 59 min 25 s |
| 5                  | Aaron Strong        | Nouvelle-Zélande   | 59 min 28 s |
| 6                  | Lucio Fregona       | Italie             | 59 min 33 s |
| 7                  | Jean-Paul Payet     | France             | 59 min 36 s |
| 8                  | Ladislav Raim       | République tchèque | 59 min 42 s |

| Rang               | Athlète                | Pays       | Temps       |
| ------------------ | ---------------------- | ---------- | ----------- |
| Médaille d'or      | Gudrun Pflüger         | Autriche   | 40 min 56 s |
| Médaille d'argent  | Isabelle Guillot       | France     | 41 min 9 s  |
| Médaille de bronze | Catherine Lallemand    | Belgique   | 41 min 18 s |
| 4                  | Izabela Zatorska       | Pologne    | 41 min 39 s |
| 5                  | Flavia Gaviglio        | Italie     | 41 min 52 s |
| 6                  | Heather Heasman        | Angleterre | 42 min 21 s |
| 7                  | Rosita Rota Gelpi      | Italie     | 42 min 38 s |
| 8                  | Martine Javerzac-Payet | France     | 42 min 53 s |

#### Courses par équipes
| Rang               | Pays | Points |
| ------------------ | --- | ------ |
| Médaille d'or      | Italie Antonio Molinari (1er) Severino Bernardini (2e) Lucio Fregona (6e) Massimo Galliano (15e) Costantino Bertolla (18e) Claudio Amati (21e)    | 24     |
| Médaille d'argent  | Autriche Helmut Schmuck (3e) Peter Schatz (4e) Markus Kröll (22e) Jürgen Plechinger (28e) Alexander Rieder (40e) Hubert Resch (64e)               | 57     |
| Médaille de bronze | France Jean-Paul Payet (7e) Jaime de Jesus Mendes (12e) Thierry Icart (14e) Dominique Chauvelier (32e) Thierry Breuil (57e) Thierry Faveaux (71e) | 65     |

| Rang               | Pays                                                                                                | Points |
| ------------------ | --------------------------------------------------------------------------------------------------- | ------ |
| Médaille d'or      | France Isabelle Guillot (2e) Martine Javerzac-Payet (8e) Evelyne Mura (9e) Stéphanie Manel (27e)    | 19     |
| Médaille d'argent  | Italie Flavia Gaviglio (5e) Rosita Rota Gelpi (7e) Maria Grazia Roberti (11e) Matilde Ravizza (14e) | 23     |
| Médaille de bronze | Angleterre Heather Heasman (6e) Angie Hulley (10e) Anne Buckley (13e) Jo Dunstan (23e)              | 29     |

### Juniors

#### Courses individuelles
| Rang               | Athlète                 | Pays     | Temps       |
| ------------------ | ----------------------- | -------- | ----------- |
| Médaille d'or      | Marco De Gasperi        | Italie   | 37 min 31 s |
| Médaille d'argent  | Alberto Mosca           | Italie   | 38 min 27 s |
| Médaille de bronze | Jérôme Van De Meerssche | Belgique | 38 min 47 s |

#### Courses par équipes
| Rang               | Pays                                                                                        | Points |
| ------------------ | ------------------------------------------------------------------------------------------- | ------ |
| Médaille d'or      | Italie Marco De Gasperi (1er) Alberto Mosca (2e) Emanuele Manzi (8e) Paolo Germanetto (13e) | 11     |
| Médaille d'argent  | Pays de Galles Tim Davies (7e) Andrew Davies (12e) Alun Vaughan (16e) Matthew Collins (28e) | 35     |
| Médaille de bronze | Suisse Lukas Eberle (4e) Dominik Hasler (15e) Cristoph Hefti (19e) Patrick Lanz (26e)       | 38     |